# Gospodar prstenova: Rat Rohirrima
Gospodar prstenova: Rat Rohirrima nadolazeći je anime fantastični film koji je režirao Kenji Kamiyama prema scenariju scenarističkih timova Jeffreyja Addisa i Willa Matthewsa te Phoebe Gittins i Artyja Papageorgioua. Temeljen je na romanu „Gospodar prstenova” J. R. R. Tolkiena. 
U produkciji „New Line Cinema”, „Warner Bros. Animation” i „Sola Entertainment”, u filmu glume: Brian Cox, Gaia Wise, Luke Pasqualino, Miranda Otto, Laurence Ubong Williams i Shaun Dooley. „Rat Rohirrima” smješten je 183 godine prije filmske trilogije Petera Jacksona „Gospodar prstenova” i govori o Helmu Hammerhandu (Cox), legendarnom kralju Rohana, i njegovoj obitelji dok brane svoje kraljevstvo od vojske Dunlendinga.
Film je najavljen u lipnju 2021., a razvoj je bio ubrzan kako bi se spriječilo da „New Line” izgubi prava na filmsku adaptaciju Tolkienovih romana. Kamiyama je do tada bio uključen, kao i producentica Philippa Boyens te pisci Addiss i Matthews. Gittins i Papageorgiou ponovno su napisali scenarij, koji se temelji na detaljima u dodacima „Gospodara prstenova” koji pokrivaju povijest vladara Rohana. Odlučili su se usredotočiti na Helmovu neimenovanu kćer, koju su za film nazvali Hèra (Mudra). „Sola Entertainment” osigurao je tradicionalnu 2D animaciju, uzevši vizualnu inspiraciju iz Jacksonovih filmova. Glumačka postava objavljena je u lipnju 2022., uključujući Mirandu Otto koja reprizira svoju ulogu Eowyn iz filmske trilogije. Jackson i koscenaristica filmske trilogije „Gospodar prstenova” Fran Walsh imenovani su kao izvršni producenti do lipnja 2024.
Film „Gospodar prstenova: Rat Rohirrima” trebao bi biti prikazan u kinima u Sjedinjenim Državama od strane Warner Bros. Pictures 13. prosinca 2024., dok u Hrvatskoj dan ranije 12. prosinca.

## Radnja
Smješten 183 godine prije događaja iz filmske trilogije „Gospodar prstenova”, „Rat Rohirrima” govori o Helmu Hammerhandu, legendarnom kralju Rohana, i njegovoj obitelji dok brane svoje kraljevstvo od vojske Dunlendinga.Helm postaje imenjak za utvrdu Helm's Deep.

## Likovi
- Brian Cox kao Helm Hammerhand
- Gaia Wise kao Hèra:
- Luke Pasqualino kao Wulf
- Miranda Otto kao Eowyn:
- Laurence Ubong Williams kao Fréaláf Hildeson:
- Shaun Dooley kao Freca

## Vanjske poveznice
- Službena stranica
- Gospodar prstenova: Rat Rohirrima u internetskoj bazi filmova IMDb-a